# アンコ椿は恋の花
「アンコ椿は恋の花」（アンコつばきはこいのはな）は、1964年10月5日に発売された都はるみの3枚目のシングル。

## 解説
都はるみにとって初めてのヒット曲であり、ミリオンセラーとなった。また、都はこの曲で第6回日本レコード大賞の新人賞を受賞した。1990年時点での売上は130万枚。
都が引退舞台とした1984年の『第35回NHK紅白歌合戦』において、番組本放送終了後、都を送るべく出場歌手全員によってこの曲が合唱された。この10年後の1994年に『思い出の紅白歌合戦』で同紅白が再放送された際、その模様も特典映像として放送された。
都にとって5年ぶりの復帰ステージとなった1989年の『第40回NHK紅白歌合戦』では、この年から導入された2部制の第1部の大トリとしてこの曲を歌唱、都が紅白でこの曲を歌うのは初めてだった。

## 「アンコ」
この歌は伊豆大島を舞台にした楽曲で、波浮港も登場する。表題中の「アンコ」とは、あんこのことではなく、伊豆大島のことばで元来は目上の女性を指し、「お姉さん」の訛った語とされている。
本曲の歌碑が波浮港近傍に2000年に建立され、それを記念して同年7月26日に「伊豆大島波浮港開港200周年記念 都はるみコンサート」が開催された。当時は伊豆諸島北部群発地震の最中であり、同日夜にも震度1の微震が発生。一時はコンサートの中止も検討したが、新島村長からの要望もあり予定通り開催された。

## 収録曲
- 両楽曲共に、作詞：星野哲郎／作曲・編曲：市川昭介

1. アンコ椿は恋の花（3分58秒）
2. 恋でゴザンス港町（3分25秒）

## カバー
- 2016年、氷川きよし（アルバム『新・演歌名曲コレクション4 -きよしの日本全国 歌の渡り鳥-』に収録）
- 2017年、三田杏華（シングル「アンコ椿は恋の花/瀬戸内花言葉」収録）
- 2017年、市川由紀乃（アルバム『唄女II〜昭和歌謡コレクション』収録）
- 2018年、水田竜子（アルバム『デビュー25周年記念 旅うた Vol.5』収録）
- 2018年、川野夏美（アルバム『川野夏美 20周年記念アルバム～明日へ～』収録）
- 2019年、朝花美穂（アルバム『美穂の演歌名曲集』収録）
- 2019年、高橋洋子 (歌手)（配信シングル・2020年、トリビュートアルバムアルバム『都はるみを好きになった人 〜Tribute to HARUMI MIYAKO〜』収録）

## 映画
1965年4月10日、松竹により同名の映画が公開された。

### キャスト
- 白木明子：香山美子
- 白木はるみ：都はるみ
- 白木作造：西村晃
- 猛：藤岡弘
- 南修一：竹脇無我
- 大杉一郎：大辻伺郎
- 坂上克三：三井弘次
- 坂上和江：沢村貞子
- 坂上豊太郎：勝呂誉
- 土屋吾一：中村是好
- 土屋紀代子：蔵悦子
- 山下登：松山英太郎
- 斎藤典子：ホキ徳田
- 横山政次：山樹一平
- 横綱：大鵬幸喜
- 拳闘選手：海老原博幸
- 野球選手：王貞治
- 女優：桑野みゆき
- 歌手：青山和子

### スタッフ
- 監督：桜井秀雄
- 脚本：山根優一郎、小林久三
- 製作：升本喜年
- 撮影：荒野諒一
- 音楽：市川昭介
- 美術：森田郷平
- 録音：平松時夫
- 照明：飯島博
- 編集：浜村義康